# Tom Ardies
Tom Ardies, né le 5 août 1931 à Seattle dans l'État de Washington, est un écrivain américain, auteur de roman policier sous son nom et sous le pseudonyme de Jack Trolley.

## Biographie
Journaliste au The Vancouver Sun, Tom Ardies signe dans les années 1970 six romans policiers, dont une trilogie consacré à l'agent secret Charlie Sparrow qui mêle les genres du roman policier, de la science-fiction et de l'espionnage. Publié en 1974, le roman indépendant Kosygin Is Coming donne naissance au film La Roulette russe (Russian Roulette) réalisé par Lou Lombardo en 1975, avec George Segal, Cristina Raines, Denholm Elliott et Louise Fletcher dans les rôles principaux.
Il utilise ensuite le pseudonyme de Jack Trolley pour signer dans les années 1990 quatre romans policiers, dont le roman Ballet d'ombres à Balboa (Balboa Firefly) qui narre l'enquête du sergent Donahoo dans le quartier de Balboa (ou se trouve le parc Balboa) à San Diego en Californie à la suite d'une série de lettres anonymes menaçant la sécurité de l'aéroport de la ville.

## Œuvre

### Sous le nom de Tom Ardies

#### Série Charlie Sparrow
- Their Man in the White House (1971)
- This Suitcase Is Going to Explode (1972) Publié en français sous le titre Une valise qui explose, traduction de Frank Straschitz, Paris, Hachette, 1973
- Pandemic (1974)

#### Autres romans
- Kosygin Is Coming ou Russian Roulette (1974)
- In a Lady's Service (1976)
- Palm Springs (1978)

### Sous le pseudonyme de Jack Trolley
- Balboa Firefly (1994) Publié en français sous le titre Ballet d'ombres à Balboa, traduction de Stéphane Carn, Paris, Payot & Rivages, coll. « Rivages Thriller », 2001, réédition, Paris, Payot & Rivages, coll. « Rivages/Noir » no 555, 2005
- Manila Time (1995)
- Juarez Justice (1996)
- La Jolla Spindrift (1998)

## Filmographie

### Comme auteur adapté
- 1975 : La Roulette russe (Russian Roulette), film britannique réalisé par Lou Lombardo d'après le roman Kosygin Is Coming, avec George Segal, Cristina Raines, Denholm Elliott et Louise Fletcher